# Concerto pour violon no 3 de Saint-Saëns
Pour les articles homonymes, voir Concerto pour violon no 3.
Le concerto pour violon no 3 en si mineur, op. 61, est un concerto pour violon et orchestre romantique composé par Camille Saint-Saëns en 1880. Saint-Saëns a écrit ce concerto pour le violoniste virtuose Pablo de Sarasate qui crée le concerto le 15 octobre 1880 à Hambourg. Saint-Saëns avait déjà composé plusieurs œuvres pour Sarasate dont le Concerto pour violon no 1 en la majeur, l'Introduction et Rondo capriccioso en la mineur et la Havanaise op. 83.
Le concerto est composé de trois mouvements :
1. Allegro non troppo
2. Andantino quasi allegretto
3. Molto moderato e maestoso. Allegro non troppo

L'exécution dure 28 à 30 minutes en moyenne.
Le dernier mouvement demande moins de technique au soliste que les autres concertos pour violon de Saint-Saëns, la mélodie est plus mise en avant. Le choral du finale rappelle la fin du Concerto pour piano nº 4 de Saint-Saëns.

## Discographie sélective
- Arthur Grumiaux, violon, Orchestre des Concerts Lamoureux, dir. Jean Fournet. Enregistrement Philips1956, report SACD Praga digitals 2013. Diapason d'or
- Yehudi Menuhin, violon, London Symphony Orchestra, conductor Gaston Poulet. Enregistrement 1959. CD EMI Classics 1996
- Nathan Milstein, violin, The Philharmonia Orchestra, dir. Anatole Fistoulari. LP Columbia EMI 1962
- Henryk Szeryng, violon, Orchestre de l'Opéra de Monte Carlo, dir. Eduard Van Remoortel. LP Philips 1970
- Zino Francescatti, violon, New York Philharmonic, dir. Pierre Boulez. CD Lyrinx LYR CD 086 (enregistrement live du 16/12/1975)
- Ulf Hoelscher, violin, Complete Violin Concertos (n°1, n°2, n°3), New Philharmonie Orchestra, conductor Pierre Dervaux. Recorded 1977. 2 CD Brilliant Classics 2012
- Gil Shaham, violon, New York Philharmonic, dir. Giuseppe Sinopoli. CD DG 1991
- Stefan Tönz, violin, Academy of St Martin in the Fields, conductor Sir Neville Mariner. CD Novalis 1998
- Philippe Graffin, violon, Complete Violin Concertos (n°1, n°2, n°3), BBC Scottish Symphony Orchestra, dir.Martyn Brabbins. CD Hyperion 1998
- Fanny Clamagirand, violon, Complete Violin Concertos (n°1, n°2, n°3), Sinfonia Finlandia Jyväskilä, dir. Patrick Gallois. CD Naxos 2009
- Andrew Wan, violon, Complete Violin Concertos (n°1, n°2, n°3), symphonique de Montréal, dir. Kent Nagano. CD Analekta 2015